# Inscription de Rabatak
L'inscription Rabatak est une pierre portant un texte écrit en langue bactrienne et en écriture grecque, trouvée en 1993 à Rabatak, près de Surkh Kotal en Afghanistan. L'inscription se rapporte au règne de l'empereur kuchan, Kanishka, et donne des indices remarquables sur la généalogie de la dynastie kuchane. Ce document épigraphique date du IIe siècle de l'ère chrétienne.

## Découverte
L'inscription de Rabatak a été trouvée près du sommet d'une colline artificielle, un site kuchan, près de l'autoroute principale Kaboul-Mazar, au sud-est du col de Rabatak qui est actuellement la frontière entre les provinces de Baghlan et de Samangan. Elle a été trouvée ainsi que plusieurs autres éléments sculpturaux en pierre tels que les pattes d'un lion de pierre géant, par des Moudjahidines afghans qui creusaient une tranchée au sommet du site. Ces objets ont depuis disparu. 
Un travailleur humanitaire anglais qui appartenait à l'organisation de déminage HALO Trust, a été témoin et a pris une photo de l'inscription avant de signaler la découverte. La photographie a été envoyée au British Museum, où son importance en tant que document officiel nommant quatre rois kuchans a été reconnue par Joe Cribb. Il a déterminé qu'elle était similaire à une inscription trouvée dans les années 1950 à Surkh Kotal par la délégation archéologique française en Afghanistan. Cribb a partagé la photographie avec l'une des rares personnes vivantes capables de lire la langue bactrienne, Nicholas Sims-Williams de l'École des études orientales et africaines (SOAS). D'autres photographies sont arrivées des travailleurs de HALO Trust, et une première traduction a été publiée par Cribb et Sims-Williams en 1996.
| Traduction littérale française (non officielle) | Translittération | Original (script gréco-bactrien) |
| --- | --- | --- |
| « #... du grand salut, Kanishka le Kouchan, le juste, l'autocrate, le dieu 1. digne d'adoration, qui a obtenu la royauté de Nana et de tous les dieux, qui a inauguré l'année un... 2. selon le bon vouloir des dieux. Et il *délivra un *édit en grecque. *édit (et) il le mit en aryenne... 3. En l'an un, il a été proclamé en Inde, à *l'ensemble du royaume des *kshatriyas, que (en ce qui concerne) 4. eux - aussi bien la (ville de)... et la (ville de) Saketa, et la (ville de) Kosambi, et la (ville de) Pataliputra, jusqu'à la (ville de) Sri-Campa 5. – quels que soient les chefs et les autres *personnes importantes (qu'ils pouvaient avoir), il les avait soumis à (sa) volonté, et il avait soumis tous 6. Selon (sa) volonté. Le roi Kanishka donna alors des ordres à Shafar le Karalrang 7. *de faire le sanctuaire appelé B... ab, dans la *plaine de Ka..., pour ceux-là. 8. dieux, (dont) la... *la glorieuse Umma mène ici le *service, (à savoir :) la *dame Nana et la 9. dame Umma, Aurmuzd, le gracieux, Sroshard, Narasa, (et) Mihr. [texte interlinéaire : ... et il est appelé Maaseno, et il est appelé Bizago. Et lui aussi 10. donna l'ordre de faire des images de ces dieux qui sont écrits ci-dessus, et 11. il ordonna de les faire pour ces rois : pour le roi Kujula Kadphisès (son) arrière 12. grand-père, et pour le roi Vima Taktu, (son) grand-père, et pour le roi Vima Kadphisès 13. (son) père, et *aussi pour lui-même, le roi Kanishka. Puis, en tant que roi des rois, Devaputra 14. ... avait donné l'ordre de le faire, Shafar le Karalrang a fait ce sanctuaire. 15. [Puis...] Le Karalrang, Shafar le Karalrang et Nukunzuk [conduisirent] le culte 16. [selon] l'ordre (du roi). (Quant aux) *dieux qui sont écrits ici - qu'ils [gardent] le 17. roi des rois, Kanishka le Kushan, pour toujours en bonne santé, *en sécurité, (et) victorieux. 18. Et [lorsque] le Devaputra, *souverain de toute l'Inde de l'an un à l'an *un *mille, 19. avait *fondé le sanctuaire en l'an un, puis *aussi à l'an... 20. selon l'ordre du roi... (et) il a été donné aussi au..., (et) il a été donné aussi au..., (et) il a été donné aussi au..., (et) il a été donné aussi au ... 21. ...roi donna une *dotation aux dieux, et... » — Traduction de Nicholas Sims-Williams (1996) | « # [….]no bōgo storgo kanēške košan raštog lādeigo xoazaoargo bag[ē]- 1. znogo kidi aso Nana odo aso oispoan mi bagano i šaodano abordo kidi iōg xšono 2. nobasto s(a)gōndi bagano sindado otēia i iōnaggo oaso ozoasto tadēia ariao ōs- 3. tado abo iōg xšon(o) abo [i] iundo froagdazo abo šatriagge šaore agita koo- 4. adēano odo i oa(s)po od(o) [i z]agēdo odo i kōz(am)bo odo i palabotro oidra ada abo i zirit- 5. ambo sidēiano probao odo mandarsi zaorano abo i sindo ōstado otē(i)a arougo 6. iundo (abo) i sindo ōstado tadi šai kanēške abo šafaro karalraggo fromado 7. (a)beinao bagolango kirdi sidi b…abo rizdi abo ma kadge b- 8. (a)ga(n)o kidi maro kirdan(e) i ma…o[f]arro omma ooēldi ia amsa nana odo ia am- 9. sa omma aoromozdo mozdoo(a)no srošardo narasao miiro otēia oudoa- 10. no pi(do)girbo fromado kirdi eimoano bagano kidi maska nibixtigendi ot- 11. ēia fromado abeimoano šaonano kirdi abo kozoulo kadfiso šao abo i fr- 12. oniago (o)do a(bo o)oēmo (t)akto šao a(b)[o] i nia(g)o odo abo ooēmo kadfiso šao abo 13. (i) pido odo abo i xobie abo kanēško šao ta sagōndi šaonano šao i bagopoo- 14. rak[a]ne […] fr(o)mado kirdi tadi šafare karalraggo kirdo eio bagolaggo 15. karalraggo odo šafaro karalraggo odo nokonzoko i aštoo- 16. a[lgo kir]do ia fromano eimidba bage kidi maro nibixtigendi tadano abo šaon- 17. an(o) šao abo kanēške košano abo iaoēdani zorrigi lrou(g)o aggad…go oanind- 18. o p[…]i(n)di od[..](d)i ba(g)epooro aso iōgo xšono abo io (a) xšono iundo arougo n- 19. ara[ ]i b(a)golaggo abo iōgo xšono aspado tadi abo i arēmeso xšono aggar[…] 20. []xa[ p]ido šao fromana abissi parēna lado abissi rēdge lado abiss[i..] 21. [ ]šai mad…a (a)bo bagano lado ado fareimoano axodano [si]di abo mi bage l[ado] 22. [ ]atid(ē)os » | « # […. ]νο βωγο στοργο κανηþκε κοþανο ραþτογο λαδειγo χοαζαοαργο βαγ[η]- 1. ζνογο κιδι ασo νανα oδo ασo oισπoανo µι βαγανo ι þαoδανo αβoρδo κιδι ιωγo χþoνo 2. νoβαστo σ(α)γωνδι βαγανo σινδαδo oτηια ι ιωναγγo oασo oζoαστo ταδηια αριαo ωσ- 3. ταδo αβo ιωγo χþoν(o) αβo [ι] ιυνδo φρoαγδαζo αβo þατριαγγε þαoρε αγιτα κoo- 4. αδηανo oδo ι oα(σ)πo oδ(o) [ι ζ]αγηδo oδo ι κωζ(αµ)βo oδo ι παλαβoτρo oιδρα αδα αβo ι ζιριτ- 5. αµβo σιδηιανo πρoβαo oδo µανδαρσι ζαopανo αβo ι σινδo ωσταδo oτη(ι)α αρoυγo 6. ιυνδo (αβo) ι σινδo ωσταδo ταδι þαι κανηþκε αβo þαφαρo καραλραγγo φρoµαδo 7. (α)βειναo βαγoλαγγo κιρδι σιδι β…αβo ριζδι αβo µα καδγε ραγα φαρειµoανo β- 8. (α)γα(ν)o κιδι µαρo κιρδαν(ε) ι µα..o[φ]αρρo oµµα ooηλδι ια αµσα νανα oδo ια αµ- 9. σα oµµα αoρoµoζδo µoζδoo(α)νo σρoþαρδo ναρασαo µιιρo oτηια oυδoα- 10. νo πι(δo)γιρβo φρoµαδo κιρδι ειµoανo βαγανo κιδι µασκα νιβιχτιγενδι oτ- 11. ηια φρoµαδo αβειµoανo þαoνανo κιρδι αβo κoζoυλo καδφισo þαo αβo ι φρ- 12. oνιαγo (o)δo α(βo o)oηµo (τ)ακτoo þαo α(β)[o] ι νια(γ)o oδo αβo ooηµo καδφισo þαo αβo 13. (ι) πιδα oδo αβo ι χoβιε αβo κανηþκo þαo tα σαγωνδι þαoνανo þαo ι βαγoπoo- 14. ρακ[α]νε […] φρ(o)µαδo κιρδι ταδι þαφαρε καραλραγγε κιρδo ειo βαγoλαγγo 15. [ ]o καραλραγγo oδo þαφαρo καραλραγγo oδo νoκoνζoκo ι αþτoo- 16. α[λγo κιρ]δo ια φρoµανo ειµιδβα βαγε κιδι µαρo νιβιχτιγενδι ταδανo αβo þαoν- 17. αν(o) þαo αβo κανηþκε κoþανo αβo ιαoηδανι ζoρριγι λρoυ(γ)o αγγαδ…γo oανινδ- 18. o π[…]ι(ν)δι oδ[…](δ)ι βα(γ)επooρo ασo ιωγo χþoνo αβo ιo (α) χþoνo ιυνδo αρoυγo ν- 19. αρα[]ι β(α)γoλαγγo αβo ιωγo χþoνo ασπαδo ταδι αβo ι αρηµεσo χþoνo αγγαρ[…] 20. []χα[ π]ιδo þαo φρoµανα αβισσι παρηνα λαδo αβισσι ρηδγε λαδo αβισσ [ι..] 21. []þαι µαδ...α (α)βo βαγανo λαδo oδo φαρειµoανo αχoδανo [σι]δι [α]βo µι βαγε λ[αδo] 22. [ ]ατιδ(η)oσ[ » |

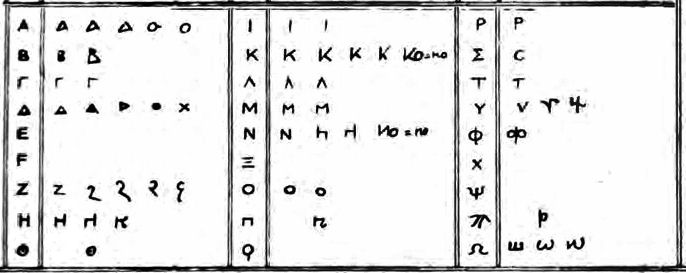
Variations de l'alphabet grec (colonnes étroites) dans l'écriture kuchane (colonnes larges).

En raison de la guerre civile en Afghanistan, des années se sont écoulées avant qu'un examen plus approfondi ne soit possible. En avril 2000, le Dr Jonathan Lee, spécialiste anglais de l'histoire afghane, a voyagé avec Robert Kluijver, directeur de la Société pour la préservation du patrimoine culturel afghan, de Mazar-i Sharif à Pul-i Khumri, la capitale provinciale de Baghlan, pour localiser la pierre. Elle a finalement été retrouvée dans un entrepôt du ministère des Mines et de l'Industrie. Le Dr Lee a pris des photographies qui ont permis au Prof. Sims-Williams de publier une traduction plus précise. Le Prof. Sims-Williams a encore pu publier une autre traduction après avoir examiné la pierre en personne (2008).
En juillet 2000, Robert Kluijver s'est rendu avec une délégation du musée de Kaboul à Pul-i Khumri pour récupérer l'inscription en pierre (pesant entre 500 et 600 kilogrammes). Il a été amené en voiture à Mazar-i Sharif et de là à Kaboul. À l'époque, les talibans avaient une politique favorable à la préservation du patrimoine culturel afghan, y compris le patrimoine préislamique. L'inscription, dont la valeur historique avait entre-temps été déterminée par le Prof. Sims-Williams, est devenue la pièce maîtresse de l'exposition des (quelques) artefacts restants au musée de Kaboul, menant à une inauguration de courte durée du musée le 17 août 2000. De hauts responsables talibans se sont opposés à l'exposition du patrimoine préislamique, ce qui a conduit, non seulement, à la fermeture du musée (et au transfert de l'inscription Rabatak en lieu sûr), mais aussi à un renversement de la politique du patrimoine culturel et à la destruction des bouddhas de Bamyan et autres statues préislamiques (dès février 2001).
Aujourd'hui, l'inscription de Rabatak est à nouveau exposée dans le Musée national afghan rouvert, autrement appelé  Musée de Kaboul. Le site de Rabatak, à nouveau visité par Robert Kluijver en mars 2002, a été pillé et détruit (le pillage a été effectué avec des bulldozers) peut-être par le commandant local de Rabatak.

## Principaux résultats

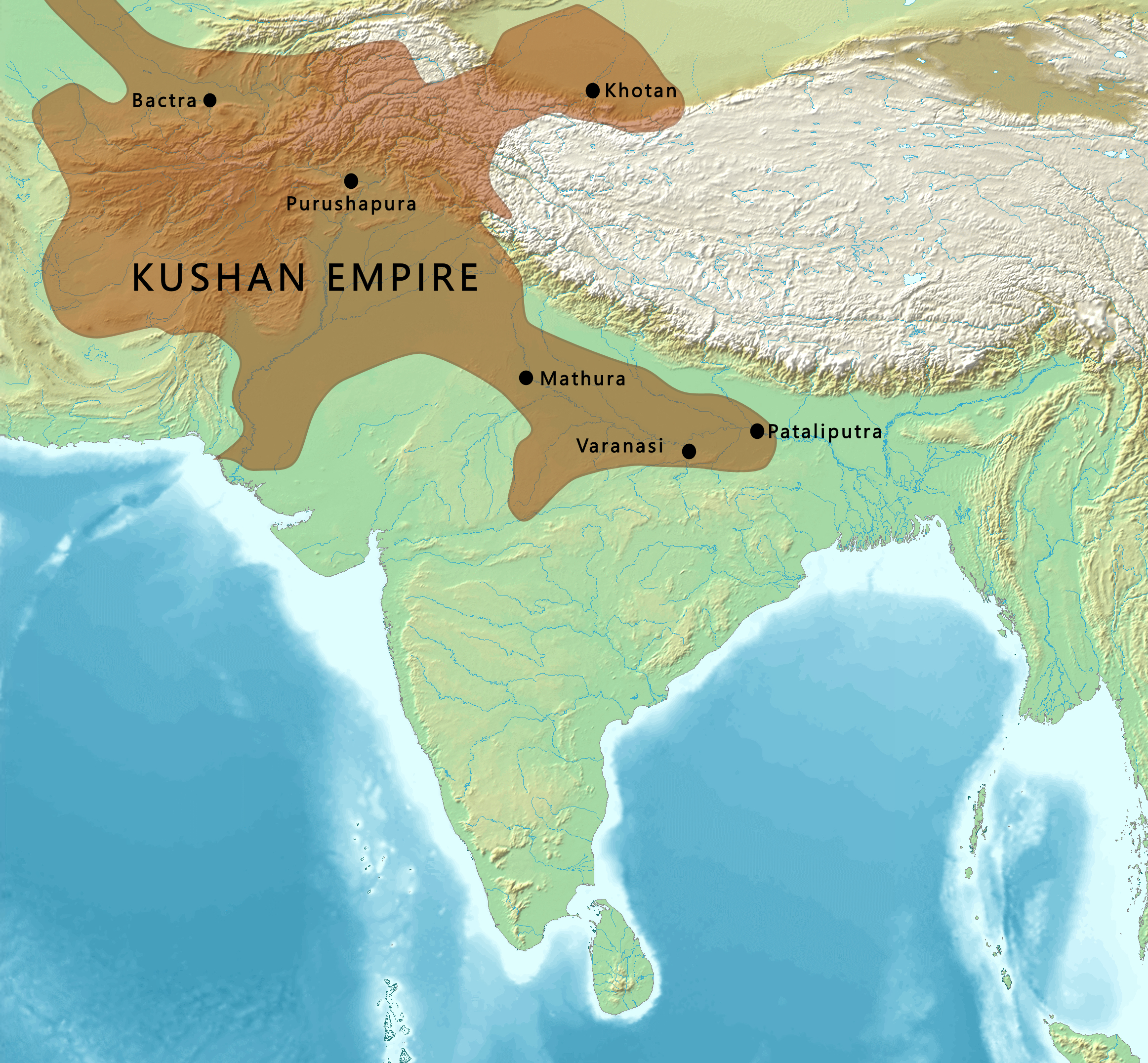
Territoires des Kuchans sous Kaniska selon l'inscription de Rabatak (pour la partie indienne du territoire de Kanishka).

### Religion
Les premières lignes de l'inscription décrivent le roi Kanishka comme suit : « le grand salut, l'autocrate juste et équitable, digne du culte divin, qui a obtenu la royauté de Nana et de tous les dieux, qui a inauguré l'an un comme les dieux l'ont voulu » (Trad. Professeur Sims-Williams)

### «Langue aryenne»
Une déclaration concernant l'écriture de l'inscription elle-même suit cette première partie, indiquant que la langue utilisée par Kanishka dans son inscription était autoproclamée comme la « langue aryenne » : « C'est lui qui a déposé (c'est-à-dire a cessé d'utiliser) le discours ionien (ιωνα, Yona, grec) et a ensuite placé le discours Arya (αρια, aryen). »

### Époques royales
Kanishka annonce aussi le début d'une nouvelle ère commençant par l'an 1 de son règne, abandonnant donc la "Grande ère Arya" qui avait été utilisée, signifiant peut-être l'ère Vikrama de 58 avant notre ère.

### Étendue territoriale
Les lignes 4 à 7 décrivent les villes qui étaient sous la domination du roi Kanishka, parmi lesquelles quatre noms sont identifiables : Saketa, Kausambi, Pataliputra et Champa (bien que le texte ne précise pas si Champa était une possession de Kanishka ou juste au-delà). L'inscription de Rabatak est significative car elle suggère l'étendue réelle du règne kuchan sous Kanishka, qui irait bien au-delà des frontières traditionnellement détenues :

### Succession
Le roi Kanishka dresse, finalement, la liste des rois qui ont régné jusqu'à son époque : Kujula Kadphises son arrière-grand-père, Vima Taktu, son grand-père, Vima Kadphises, son père, et lui-même Kanishka : « Pour le roi Kujula Kadphises (son) arrière-grand-père, et pour le roi Vima Taktu (son) grand-père, et pour le roi Vima Kadphises (son) père, et *aussi pour lui-même, le roi Kanishka »
Une autre traduction du Pr B. N. Mukherjee a fait l'objet d'une grande attention, mais il lui manque l'exactitude et l'autorité de la traduction de Sims-Williams[réf. nécessaire].

## Traduction de Mukherjee

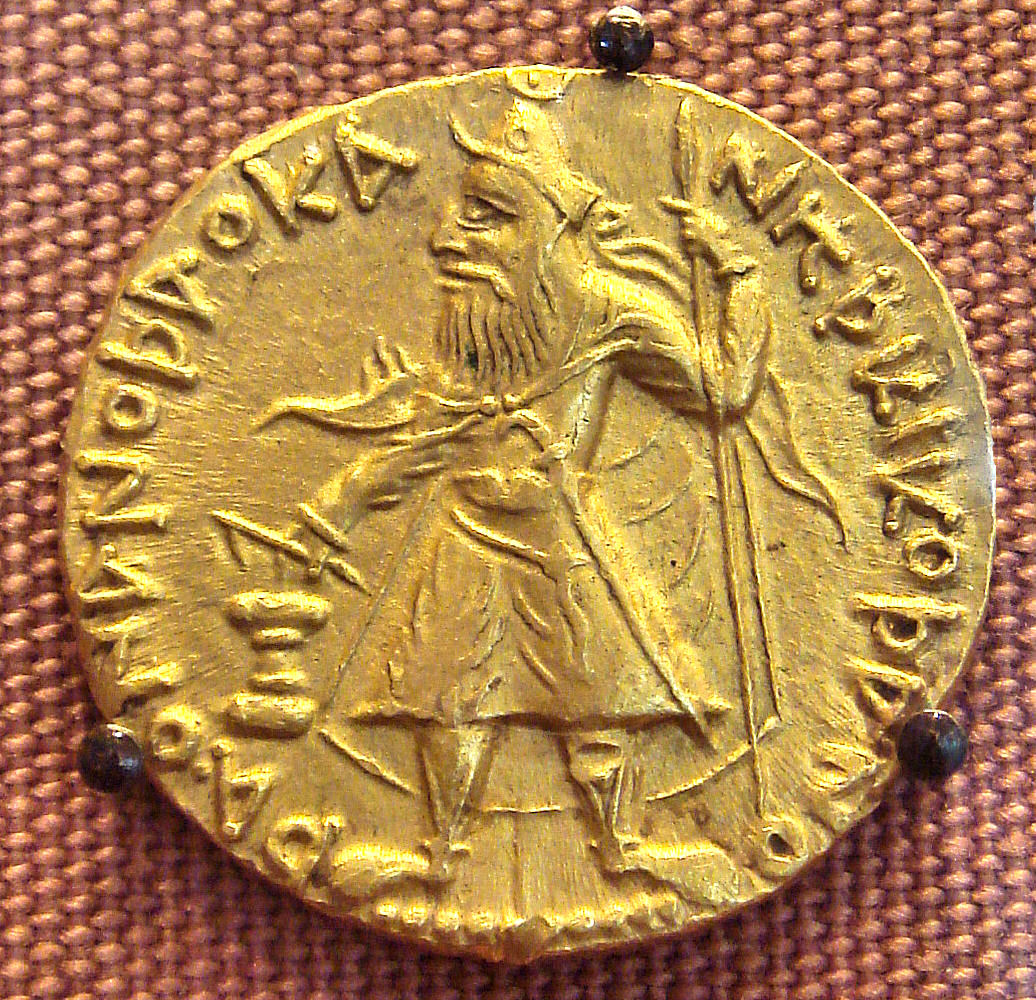
Kanishka a ordonné la gravure de l'inscription de Rabatak.

B. N. Mukherjee a également publié une traduction de l'inscription,.

« 1–3
1. L'an un de Kanishka, le grand libérateur, le vertueux, le juste, l'autocrate, le dieu, digne d'adoration, qui a obtenu la royauté de Nana et de tous les dieux, qui a fixé (c'est-à-dire établi) l'année un comme les dieux ont plu.
2. Et c'est lui qui a déclassé (c'est-à-dire a cessé d'utiliser) le discours ionien, puis a placé le discours arya (ou aryen) (c'est-à-dire a remplacé l'utilisation du grec par la langue aryenne ou bactrienne).
3. La première année, il a été proclamé en Inde, dans tout le royaume de la classe dirigeante, y compris à Koonadeano (Kaundinya < Kundina) et dans la ville d'Ozeno (Ozene, Ujjain) et la ville de Zageda (Saketa) et la ville de Kozambo (Kausambi) et la ville de Palabotro (Pataliputra) et jusqu'à (c'est-à-dire jusqu'à) la ville de Ziri-tambo (Sri-Champa).
4. Quels que soient les dirigeants et les grands chefs de famille, ils se sont soumis à la volonté du roi et toute l'Inde s'est soumise à la volonté du roi.
5. Le roi Kanishka ordonna à Shapara (Shaphar), le maître de la ville, de faire le sanctuaire de Nana, qui est appelé (c'est-à-dire connu pour avoir la disponibilité de) l'eau extérieure (ou de l'eau à l'extérieur ou à la surface du sol), en la plaine de Kaeypa, pour ces divinités - dont sont Ziri (Sri), Pharo (Farrah) et Omma.
6. Pour diriger, sont Dame Nana et Dame Omma, Ahura Mazda, Mazdooana, Srosharda, qui s'appelle ... et Komaro (Kumara) et s'appelle Maaseno (Mahasena) et s'appelle Bizago (Visakha), Narasao et Miro (Mihara).
7. Et il a donné le même ordre (ou un ordre similaire) de faire des images de ces divinités qui ont été écrites ci-dessus.
8. Et il ordonna de faire des images et des ressemblances de ces rois : pour le roi Kujula Kadphises, pour l'arrière-grand-père, et pour ce grand-père Saddashkana (Sadashkana), le sacrificateur Soma, et pour le roi V'ima Kadphises, pour le père, et pour lui-même (?), le roi Kanishka.
9. Alors, comme le roi des rois, le fils de dieu, avait ordonné de le faire, Shaphara, le maître de la ville, fit ce sanctuaire.
10. Alors, le maître de la ville, Shapara, et Nokonzoka ont dirigé le culte selon l'ordre royal.
11. Ces dieux qui sont écrits ici, peuvent alors s'assurer que le roi des rois, Kanishka, le Kushana, reste pour le temps éternel en bonne santé, en sécurité et victorieux... et s'assurer en outre que le fils de dieu ait également autorité sur l'ensemble de l'Inde de l'an un à l'an mille et mille.
12. Jusqu'à ce que le sanctuaire soit fondé la première année, (c'est-à-dire jusqu'à) alors l'année de la Grande Arya était à la mode.
13. ...Selon l'ordre royal, Abimo, qui est cher à l'empereur, a donné le capital à Pophisho.
14. ...Le grand roi donna (c'est-à-dire offrit un culte) aux divinités.

Note : Cette traduction diffère de Nicholas Sims-Williams, qui a Vima Taktu comme grand-père de Kanishka (lignes 11–14). De plus, Sims-Williams ne lit pas les mots Saddashkana ou Soma dans l'inscription,,.